# ジャン・セネビエ

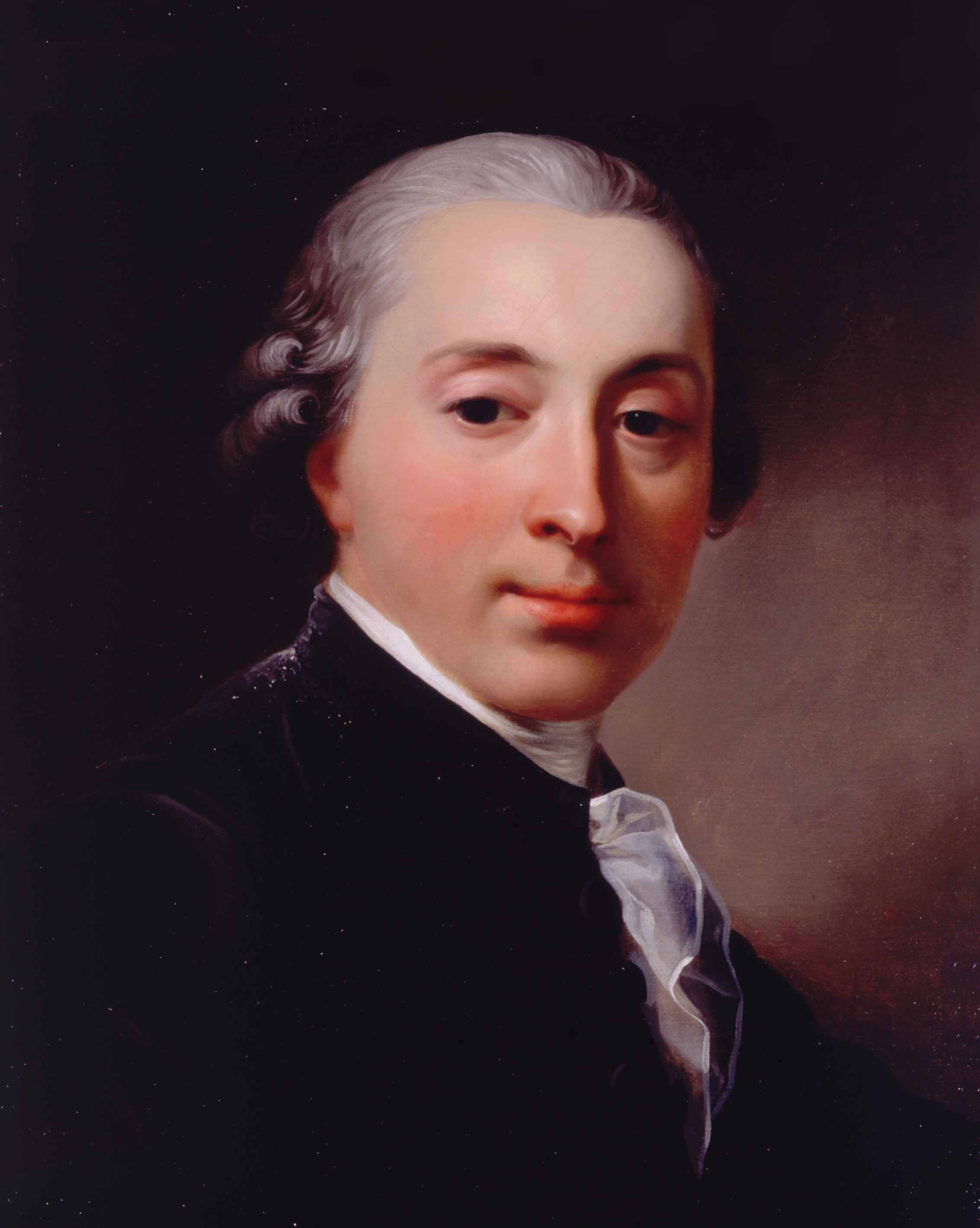
Jean Senebier

ジャン・セネビエ（Jean Senebier または Sénebier、1742年5月6日 - 1809年7月22日）はスイスの科学者である。植物生理学の分野で先駆的な研究を行ったことで知られる。
ジュネーブの商人の家に生まれた。ジュネーブ・アカデミーで、哲学・神学を学び、1765年に叙階され、1770年から1773年の間、シャンシーで牧師を務め、1773年から1795年と1799年から1809年の間はジュネーブの市立図書館の司書を務めた。 
動物の発生の研究でも知られる博物学者のシャルル・ボネの影響を受け、科学論文を書くようになり、その分野は気象学や化学、植物生理学に及んだ。当時まだ揺籃期であった化学をルーエル（Guillaume Francois Rouelle）の弟子のタングリー（Pierre-François Tingry）に学んだ。光の植物の成長の関係の研究から、植物と大気との気体の交換についての認識を持った。化学に基礎を置いた植物の実験的研究を行った。同時期の植物の光合成に関する重要な発見を行ったオランダのヤン・インゲンホウスの"Experiments upon vegetables" と並んで、セネビエの著書、"Mémoires physico-chimiques sur l'influence de la lumière solaire pour modifier les êtres des trois règnes de la Nature, et surtout ceux du règne végétal" （自然界の3分野、特に植物に対する日光の影響に関する物理化学的研究」、1782; 3 vol）と"Recherches sur l'influence de la lumière solaire pour métamorphoser l'air fixe en air pur par la végétation" （「植物によって固定される清浄空気と大気の変換に対する日光の影響に関する研究」、1783）は、植物学の研究の歴史に重要な貢献をした。また植物の生み出す気体の性質について、Recherches analytiques sur la nature de l'air inflammable （「可燃性空気の性質の分析的研究」、1783）を発表した。これらの研究と平行して、イタリアの実験動物学者、ラザロ・スパランツァーニの著作のフランス語訳を行い、その研究を紹介した。スパランツァーニのほかにもイタリアの化学者ラドリアーニ（Marsilio Landriani）、オランダの物理学者、ファン・スウィンデン（Jan Hendrik van Swinden ）化学者のヴォルタ、鉱物学者、古生物学者の デラメテリ（Jean-Claude Delamétherie）らと交流した。
1782年から1789年の間は、マンハイム・アカデミーの気圧計や温度計、湿度計や方位計に対する太陽、月の運行サイクルの影響を調べるプロジェクトに参加したが、これは成果のないものになった。